# Polisens grader i Tyskland
Polisens grader i Tyskland visar den hierarkiska ordningen inom det tyska polisväsendet samt en jämförelse med den svenska polisens grader.

## Polisassistenter
|                                                    |                                             |                                                                              |                                                            |
| Polizeimeisteranwärter Unteroffizier Polisaspirant | Polizeimeister Oberfeldwebel Polisassistent | Polizeiobermeister Hauptfeldwebel Polisassistent med minst 6 års anställning | Polizeihauptmeister Stabsfeldwebel "Förste polisassistent" |

## Polisbefäl
|                                                     |                                          |                                                                             |                                                  |                                                        |                                                                                         |
| Polizeikommisaranwärter - "Polisinspektörsaspirant" | Polizeikommissar Leutnant Polisinspektör | Polizeioberkommissar Oberleutnant Polisinspektör med högre tjänsteställning | Polizeihauptkommissar Hauptmann Poliskommissarie | Polizeihauptkommissar [A12] Hauptmann Poliskommissarie | Erster Polizeihauptkommissar Stabshauptmann Poliskommissarie med högre tjänsteställning |

## Polischefer
|                                         |                                   |                                              |                                               |                                                                                 |
| Polizeiratanwärter - Polischefsaspirant | Polizeirat Major Polissekreterare | Polizeioberrat Oberstleutnant Polisintendent | Polizeidirektor Oberstleutnant Polisintendent | Leitender Polizeidirektor Oberst Polisöverintendent Biträdande länspolismästare |

|                                                           |                                                                | | |
| Direktor in der Bundespolizei Oberst Avdelningschef i RPS | Präsident einer Bundespolizeidirektion Oberst Länspolismästare | Vizepräsident beim Bundespolizeipräsidium Landespolizeipräsident (Sachsen) Inspekteur der Polizei (Baden-Württemberg, Nordrhein-Westfalen, Hessen, Mecklenburg-Vorpommern, Rheinland-Pfalz Polizeivizepräsident (Berlin, Hamburg) Präsident der Bereitschaftspolizei (Hessen) Polizeipräsident [B4] (Hessen) Inspekteur der Bereitschaftspolizeien der Länder (Bundesministerium des Innern) Brigadegeneral Biträdande rikspolischef | Präsident des Bundespolizeipräsidiums Landespolizeipräsident (Baden-Württemberg, Bayern, Hessen ) Generalleutnant Rikspolischef |

## Polisläkare
| Tjänstebenämning                                                       | Motsvarande svensk nivå | Gradbeteckning |
| ---------------------------------------------------------------------- | ----------------------- | -------------- |
| Medizinalrat bzw. Regierungsmedizinalrat                               | Underläkare             |                |
| Medizinaloberrat bzw. Regierungsmedizinaloberrat                       | Specialistläkare        |                |
| Medizinaldirektor bzw. Regierungsmedizinaldirektor                     | Biträdande överläkare   |                |
| Leitender Medizinaldirektor bzw. Leitender Regierungsmedizinaldirektor | Överläkare              |                |